# Список правителей Киликии в период эллинизма
Ниже представлен список правителей Киликии в эллинистическое время (от македонского завоевания до присоединения к Риму).

## Македонские сатрапы Киликии
Киликия была присоединена к владениям Александра Македонского в 333/332 году до н. э.. В 306 году до н. э. Антигон Монофтальм, среди владений которого была и Киликия, принял царский титул.
- 333—324 годы до н. э.: Балакр, сын Никанора.
- 324—321 годы до н. э.: Филота.
- 321—319 годы до н. э.: Филоксен.
- 319—316 годы до н. э.: Эвмен из Кардии, сын Гиеронима.
- 316—306 годы до н. э.: Антигон I Одноглазый , сын Филиппа (из Элимеи) (царь с 306 года до н. э.).

## Цари Киликии
К царству Антигона I Одноглазого  в 306—301 годы до н. э.

### Антипатриды
- 301—300 до н. э.: Плистарх, сын Антипатра (регента Македонии 321—319), брат Кассандра (царя Македонии 305—298).

### Антигониды
- 300—295 до н. э.: Деметрий I Полиоркет [Осаждающий], сын Антигона I.

К государству Селевкидов в 295—246 до н. э.
К государству Птолемеев в 246—197 до н. э.
К государству Селевкидов в 197—103 до н. э.
Раздел Киликии на Киликию Педиаду и Киликию Трахею с 103 до н. э.

## Цари Киликии Педиады
Киликия Педиада (греч. Κιλικία Πεδιάς — Киликия Низменная) или Киликия Кампестрис (лат. Cilicia Campestris — Киликия Равнинная) — восточная равнинная часть Киликии со столицей в Тарсе.
К государству Селевкидов в 103—83 до н. э.
К Великой Армении в 83—69 до н. э.
К государству Селевкидов в 69—63 до н. э.
К Риму в 63—39 до н. э.

### Стратониды
- 63—31 до н. э.: Таркондимот I Филантоний [Приятель Антония], сын Стратона (из Гиераполя) (правитель области Аман до 63, топарх с 63, царь с 39).
- 31—30 до н. э.: Филопатор I, сын Таркондимота I (низложен Октавианом Августом за поддержку Марка Антония его отцом).

К Риму в 30—20 до н. э.
- 20 год до н. э.— ??? : Таркондимот II, сын Таркондимота I.

### Стиракиды
- ??? — 17 год: Филопатор II, сын Стиракса и Юлии (дочери Таркондимота I).

К Риму с 17 н. э.

## Цари Киликии Трахеи
Киликия Трахея (греч. Κιλικία Τραχεία — Киликия Суровая) или Киликия Аспера (лат. Cilicia Aspera — Киликия Грубая) — западная гористая часть Киликии со столицей в Аназарбе.
К Риму в 103—39 до н. э.

### Зенониды
- 39—36 до н. э.: Полемон I Эвсеб [Благочестивый], сын Зенона (ритора из Лаодикеи на Лике) (царь Понта 36—8 до н. э.).

### Лагиды
- 36—31 до н. э.: Клеопатра I (VII) Тея [Богиня] Филопатра [Любящая Отца] Филадельфа [Любящая Брата], дочь Птолемея XII египетского и Клеопатры V египетской (царица Египта 51—30 до н. э.).

### Антонии
- 34—31 до н. э.: Птолемей I Филадельф [Любящий Брата], сын Марка Антония и Клеопатры I (VII) (царь Сирии, Финикии и Киликии).

### Дийталиды
- 31—25 до н. э.: Аминта I, сын Дийтала (секретаря Дейотара I галатского) (царь Писидии с 39; царь Галатии, Ликаонии, Памфилии с 36).

К Риму в 25—20 до н. э.

### Архелаиды
- 20 до н. э. — 17 н. э.: Архелай I Сисин Филопатор [Любящий Отца], сын Архелая (теократа Команы Понтийской), внук Архелая (царя Египта в 57—55 до н. э.), правнук Атенаиды II (дочери Ариобарзана I каппадокийского) (царь Каппадокии 36 до н. э.—17 н. э.).
- 17—36: Архелай II, сын Архелая I.

К Риму в 36—38 н. э.

### Оронтиды
- 38—39: Антиох I (IV) Эпифан [Славный], сын Антиоха III коммагенского (царь Коммагены 38—72) [1ое правление].

К Риму в 39—41 годы
- 41—72: Антиох I (IV) Эпифан [Славный], сын Антиоха III коммагенского (царь Коммагены 38—72) [2ое правление].
- 72—72: Антиох II (V) Эпифан [Славный], сын Антиоха I (IV) (соправитель брата).
- 72—72: Антиох III (VI) Каллиник [Добрый Победитель], сын Антиоха I (IV) (соправитель брата).
- 72—74: Иотапа I, дочь Антиоха I (IV), жена Александра I (соправительница мужа, правила в Элеуссе)

### Иродиады
- 72—74: Александр I, сын Тиграна VI (царя Великой Армении 60—62 н. э.), муж Иотапы I (соправитель жены, правил в Элеуссе).

К Риму с 72/74 года

## Теократы Ольбы
Ольба — древний город в западной Киликии со знаменитым храмом Зевса. Верховные жрецы, бывшие также правителями (теократами) города и соседних племён кеннатов и лалассеев, выводили свой род от мифического Тевкра — сына Теламона и брата Аякса Великого (одного из героев «Илиады»).

### Эакиды
- 70-е гг. — 50-е гг. до н. э.: Зенофант I, сын Тевкра, сына Зенофанта.
- 50-е гг. — 31 до н. э.: Ада I, дочь Зенофанта I, жена Эанта I.
- 50-е гг. — конец I века до н. э.: Эант (Аякс) I, муж Ады I.
- конец I века до н. э. — 11 н. э.: Тевкр I, сын Эанта I и Абы I.
- 11—17: Эант (Аякс) II, сын Эанта I или Тевкра I.

### Зенониды
- 17—36: Полемон I (Марк Антоний Полемон Пифодор), сын Полемона I Понтийского и Пифодориды I (царь Понта 3 до н. э.—17 н. э., соправитель матери).

К Риму в 36—41 годы

### Реметалкиды
- 41—69: Полемон II Филопатор [Любящий Отца], сын Котиса VIII фракийского и Антонии I Трифены (дочери Полемона I понтийского и Пифодориды I понтийской) (царь Понта 38—64; царь Ольбы Киликийской с 64 года).

К Риму с 69 года